# Bad Nofels

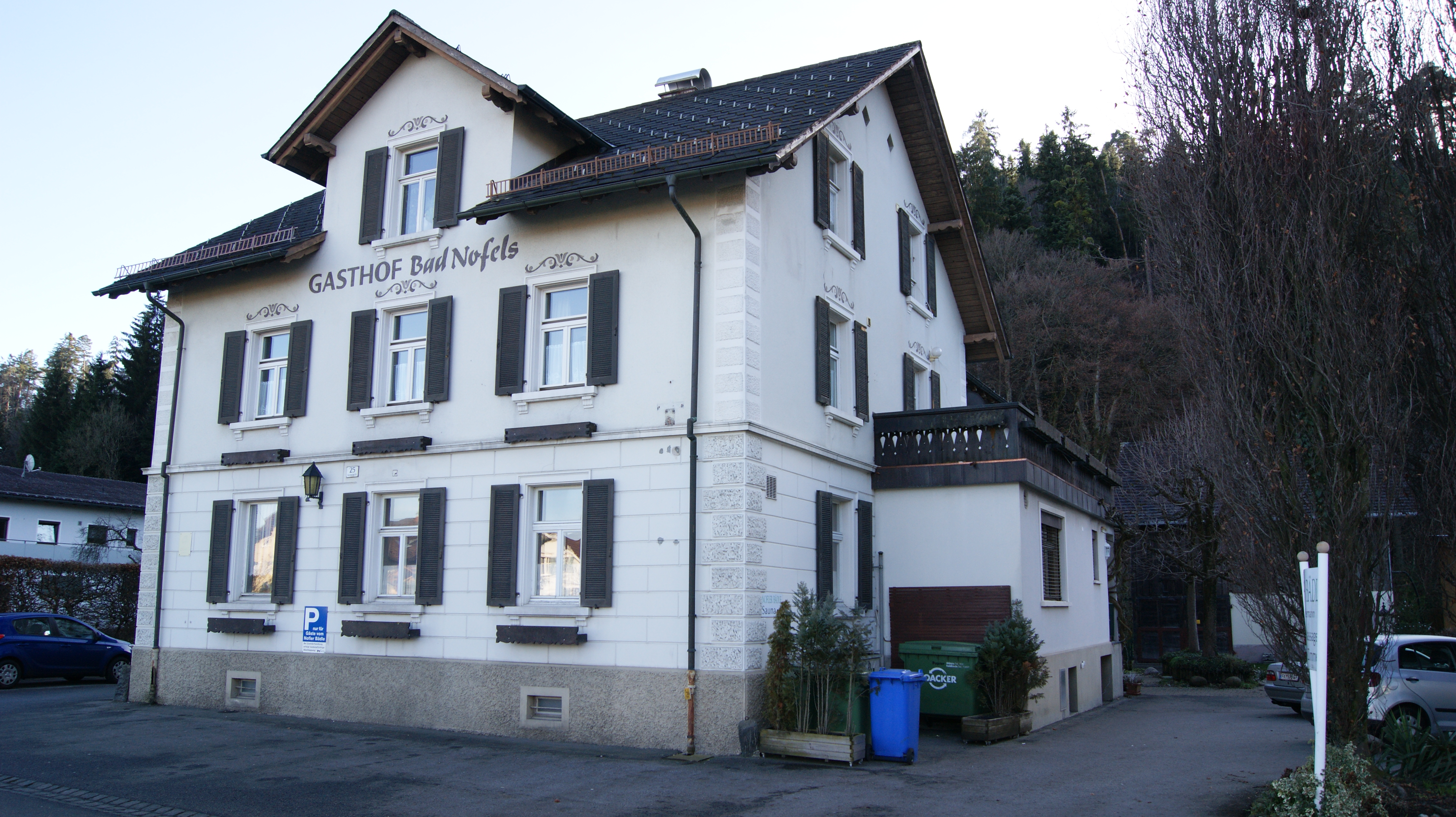
Kneipp-Kurhaus Bad Nofels, Sebastian-Kneipp-Straße 25 in Nofels, Feldkirch, Vorarlberg, Österreich.

Das Bad Nofels (auch „Nofler Bädle“, 440 m ü. A.) war ein in Nofels, Gemeinde Feldkirch in (Vorarlberg, Österreich) liegendes Heilbad (nunmehr Kneipp-Kurhaus Bad Nofels).

## Geschichte
Der Beginn des Badebetriebes in Bad Nofels ist nicht bekannt. Nach der mündlichen Überlieferung soll die Heilquelle schon in der Römerzeit genutzt worden sein. 1514 wurde das Nofler Bad (am vorherigen Standort nahe der Grenze zu Liechtenstein) erstmals urkundlich erwähnt (Zehnerlibell). Der Historiker, Mediziner und Astrologe Achilles Pirminius Gasser (1505–1577) soll das Nofler Heilbad positiv erwähnt haben und auch in der Emser Chronik von 1616 (siehe Schwefel-Bad (Hohenems)) findet sich ein Hinweis auf dieses Bad. Lobend wurde die Heilquelle und die regionale Bedeutung auch erwähnt vom Chronisten Johann Georg Prugger 1685.
Im 18. Jahrhundert wurde das Bad an einen Mann namens Eberle verkauft, der es von Jakob Abbrederis erworben hat. 1760 wurde das Bad an den Bader und Chirurgen Balthasar Melk (1720–1800) übergeben der es zu einer ersten Hochzeit brachte. Nach dessen Tod übernahm sein Sohn, Josef Melk, das Heilbad und verkaufte es 1836 an Fidel Weber, der es umfangreich renovieren ließ.
1854 bis 1882 bestand ein „Armenhaus“ am alten Standort des Bad Nofels.
1903 brennt das gesamte Anwesen des alten Bad Nofels ab. Das heute bestehende Kneipp-Kurhaus Bad Nofels wurde 1904 von Josef Biedermann etwa 800 m Luftlinie nordöstlich an der Straße nach Liechtenstein (näher am Ortskern Nofels) neu errichtet und 1926 durch den Neubau eines Gästehauses erweitert. 1928 wurde der regelmäßige Kneipp-Kurbetrieb aufgenommen. 1949 wurde die erste Sauna im Vorarlberger Oberland hier eröffnet. Das Heilbadewasser der Schwefelquelle wurde von der Quelle zum neuen Bad hochgepumpt.
1926 fand im Kneipp-Kurbad Nofels eine Krisensitzung des Landtages des Fürstentums Liechtenstein bzgl. der Rettung Ruggells statt, bei der es um dringende Hilfeleistung für die Opfer der Gemeinden Ruggell und Gamprin ging. Die dafür erforderlichen Hilfeleistungen wurden teilweise zur Verfügung gestellt.

## Badebetrieb und Heilquelle
Bei der Heilquelle soll es sich um eine kalte kalische Schwefelquelle gehandelt haben. Die Heilwirkung soll sich vor allem auf chronische Ausschläge Rheuma und Gicht positiv ausgewirkt haben.
Höhepunkt der Nutzung der Heilquelle lag Mitte des 18. bis Mitte des 19. Jahrhunderts. Zu dieser Zeit war Bad Nofels auch ein gesellschaftlicher Mittelpunkt für Bürger und Militärpersonen.
Die Heilquelle ist mittlerweile versiegt, das heutige Bad Nofels (Nofler Bädle) ist ein Kneipp-Kurhaus.
In Eduard Jos Kochs Abhandlung aus dem Jahr 1843: Abhandlung über Mineralquellen in allgemein wissenschaftlicher Beziehung und Beschreibung aller in der Oesterreichischen Monarchie bekannten Bäder und Gesundbrunnen, findet das Bad nur nebenbei mit anderen Schwefelquellen in Feldkirch noch kurz Erwähnung.
Beim alten Bad bestand eine Badkapelle.

## Geographie / Topographie
Das alte Nofler Bad, welches etwa 150 m von der Grenze zu Liechtenstein entfernt war, lag etwa 200 m von der Straße entfernt beim Badwald. Das alte Bad liegt fast am westlichsten Punkt des Bundeslandes Vorarlberg (siehe: Bangs). Noch heute erinnern viele umliegende Flurstücke (Parzellen) an diesen Standort (Beispiele): Badwald, Bim alta Bad, Badried, Beim Bad, Badteile, Badrütte. Etwa 100 m nördlich des alten Bades verläuft das Badbächle (auch Badgraben).
Auch das „neue“ Bad (Kneipp-Kurbad) liegt am Badbächle (nur etwa 70 m vom Bach entfernt). Hier finden sich jedoch keine umliegende Flurstücke (Parzellen), die auf die direkte Nutzung für dieses Bad hinweisen. Das Kneipp-Kurbad hat die Haus Nr. 25 und liegt in der Sebastian-Kneipp-Straße, etwa 500 m vom Zentrum von Nofels (Pfarrkirche Maria Heimsuchung) entfernt.
Das Kneipp-Kurbad liegt etwa 2,5 km Luftlinie vom Stadtzentrum Feldkirch und etwa 28 km vom Bodensee entfernt.